# 2 cm Flak 30/38/Flakvierling
El Flak 30 i la seva versió millorada el Flak 38 van ser els canons antiaeris de 20 mm utilitzats per diverses forces alemanyes durant tota la Segona Guerra Mundial. No només va ser la principal arma antiaèria lleugera alemanya, sinó que amb molta diferència va ser la peça d'artilleria alemanya més nombrosa durant tota la guerra. Es va produir en diferents models, en particular el Flakvierling 38 que va combinar quatre canons automàtics Flak 38 en un sol transport.

## Antecedents i desenvolupament
El disseny original de Flak 30 el va desenvolupar Rheinmetall a partir del Solothurn ST-5, com a projecte per a la Kriegsmarine, que va produir per a ella el 20 mm C/30. El C/30 disparava el projectil de 20×138 mm que havia estat desenvolupat per al ST-5 i que era un de les projectils més potents de 20 mm existents.
El C/30, amb una longitud del canó de 65 calibres, tenia una cadència de tir d'uns 120 trets per minut. El resultat era decepcionant, es va demostrar que tenia problemes d'alimentació i sovint s'encasquetava; cosa que va ser compensada fins a cert punt pel seu carregador de només 20 projectils que tendia a fer que la recàrrega fos més freqüent. No obstant tot això, el C/30 es va convertir en la principal arma antiaèria lleugera embarcada en una gran varietat de vaixells alemanys.
A continuació, Rheinmetall va iniciar una adaptació del C/30 per a ús de l'Exèrcit, produint el Flak 30. Similar al C/30, les principals zones de desenvolupament van ser la muntura triangular fent-la més compacta. La posició de combat es feia desenganxant la muntura del seu remolc Sonderanhänger 51 de dues rodes i deixant-la al terra, s'anivellava amb unes manovelles situades a cada punta. El resultat era una base que permetia disparar en totes les direccions.
Però el problema principal de disseny es va mantenir sense solucionar. La cadència de tir de 120 trets per minut no era especialment ràpida per a una arma d'aquest calibre. Rheinmetall va respondre amb el Flak 38, augmentant la cadència de tir fins a 220 trets per minut i va rebaixar lleugerament el pes total fins a 420 kg. El Flak 38 va ser acceptat per l'Exercit com a canó antiaeri lleuger estàndard el 1939, i per la Kriegsmarine com a C/38.
Per tal de proporcionar a les tropes aerotransportades i de muntanya de capacitat antiaèria, Mauser va ser contractada per produir una versió més lleugera del Flak 38, que van introduir com a Gebirgsflak 38 de 2 cm (2 cm GebFlak 38). Comptava amb un muntatge simplificat mitjançant un trípode que aixecava tot el canó del terra, que tenia el benefici afegit de permetre la configuració sobre una superfície desigual. Aquests canvis van reduir el pes total del canó a 276 kg. La producció va començar el 1941 i va entrar en servei el 1942.

## Flakvierling 38

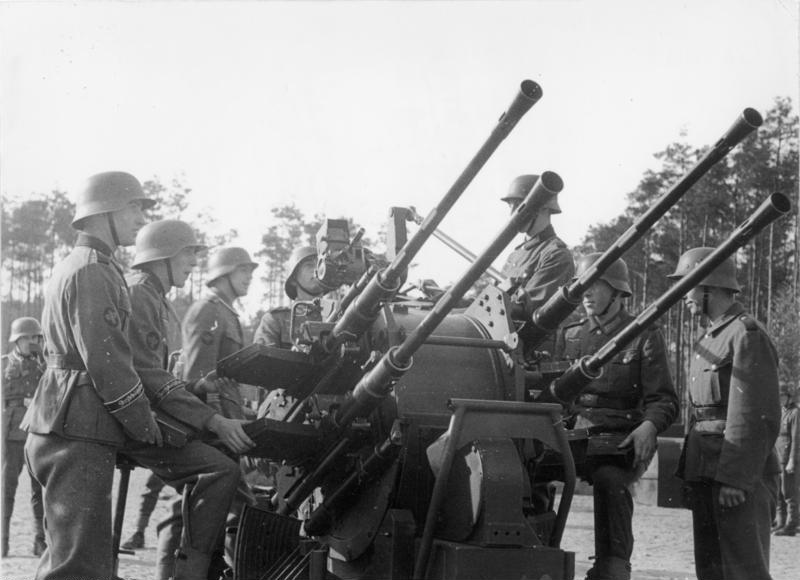
Bundesarchiv Bild 183-J08339, Ausbildung an der Vierlings-Flak

Tot i que el Flak 30 va entrar en servei, tant la Luftwaffe com el Heer tenien dubtes sobre la seva eficàcia, ja que les velocitats dels caces bombarders i dels avions d'atac a baixa altura eren cada cop més grans. L'exèrcit va considerar que la solució adequada era la introducció canons automàtics del calibre de 37 mm que s'havien estat desenvolupant des de la dècada de 1920 i que tenien una cadència de tir aproximadament igual a la del Flak 38, però que disparaven un projectil vuit vegades més pesant que el de 20 mm. Això no només feien que els projectils fossin més mortífers per l'impacte, sinó que el seu major coeficient energètic i balístic els permetia recórrer distàncies molt més llargues, permetent al canó atacar objectius a distàncies més llargues. Això volia dir que podia mantenir les aeronaus enemigues sota foc durant més temps.
La Werhmacht creia que les armes de 20 mm havien arribat al seu límit d'efectivitat. De fet, va sorprendre quan Rheinmetall va presentar el Flakvierling 38 de 2 cm, que va millorar prou l'arma per tornar a ser competitiva. El terme Vierling es tradueix literalment com a "quàdruple" i fa referència als quatre canons automàtics de 20 mm que constitueixen el nou disseny. El Flakvierling consistia en 4 canons Flak 38 AA de 2 cm en disposició 2 a 2, sobre una plataforma triangular similar a la del Flak 38. Es remolcava amb el Sonderanhänger 52.
Els alemanys tenien una doctrina de combat flexible, que els permetia utilitzar les seves peces antiaèries en funcions de suport terrestre; Els canons de calibre 20 mm no eren una excepció.